# 대서양림쌀쥐
대서양림쌀쥐 또는 큰머리쌀쥐(Hylaeamys laticeps)는 비단털쥐과 큰머리쌀쥐속에 속하는 설치류의 일종이다. 브라질 남동부의 대서양림 지역의 토착종이다. 대서양림쌀쥐의 분류 역사는 복잡하며, 종소명 "라티켑스"(laticeps)는 세하두쌀쥐속과 맥코넬쌀쥐속, 안데스횡단쌀쥐속, 큰머리쌀쥐속의 다양한 종에서 사용되었다. 2006년까지는 학명 Oryzomys laticeps로 쌀쥐속으로 분류되었다. 종 Oryzomys seuanezi은 이제 대서양림쌀쥐(H. laticeps)의 이명이다.